# Elatostema albovillosum
Elatostema albovillosum es una especie de planta del género Elatostema, perteneciente a la familia Urticaceae.

## Taxonomía
Elatostema albovillosum fue descrita por Wen Tsai Wang en 2010.

## Distribución
Se encuentra en el territorio sudeste de China.